# Адміністративний устрій Городенківського району
Адміністративний устрій Городенківського району — адміністративно-територіальний устрій Городенківського району Івано-Франківської області на 1 міську раду, 1 селишну раду та 31 сільську раду, які об'єднують 50 населених пунктів і підпорядковані Городенківській районній раді. Адміністративний центр — місто Городенка.

## Список радГороденківського району
| №  | Назва                             | Центр               | Населені пункти                                     | Площа км² | Місце за площею | Населення (2001), осіб. | Місце за населенням |
| -- | --------------------------------- | ------------------- | --------------------------------------------------- | --------- | --------------- | ----------------------- | ------------------- |
| 1  | Городенківська міська рада        | м. Городенка        | м. Городенка                                        | 55.9      | 1               | 9794                    | 1                   |
| 2  | Чернелицька селищна рада          | смт Чернелиця       | смт Чернелиця с. Хмелева                            | 37.9      | 4               | 2183                    | 8                   |
| 3  | Вербівцівська сільська рада       | с. Вербівці         | с. Вербівці                                         | 14.7      | 24              | 956                     | 28                  |
| 4  | Виноградська сільська рада        | с. Виноград         | с. Виноград с. Хвалибога                            | 20.6      | 17              | 1425                    | 17                  |
| 5  | Вікнянська сільська рада          | с. Вікно            | с. Вікно                                            | 16        | 22              | 1339                    | 20                  |
| 6  | Вільхівцівська сільська рада      | с. Вільхівці        | с. Вільхівці                                        | 10.8      | 32              | 628                     | 33                  |
| 7  | Глушківська сільська рада         | с. Глушків          | с. Глушків                                          | 14.4      | 26              | 1171                    | 23                  |
| 8  | Городницька сільська рада         | с. Городниця        | с. Городниця с. Передівання                         | 23.5      | 13              | 1401                    | 18                  |
| 9  | Далешівська сільська рада         | с. Далешове         | с. Далешове с. Дубка с. Колінки с. Репужинці        | 43.3      | 3               | 2436                    | 5                   |
| 10 | Копачинецька сільська рада        | с. Копачинці        | с. Копачинці                                        | 12.8      | 29              | 1105                    | 26                  |
| 11 | Корнівська сільська рада          | с. Корнів           | с. Корнів                                           | 12.9      | 28              | 764                     | 32                  |
| 12 | Котиківська сільська рада         | с. Котиківка        | с. Котиківка                                        | ?         | ?               | 2203                    | 7                   |
| 13 | Кунисівська сільська рада         | с. Кунисівці        | с. Кунисівці                                        | 12.4      | 30              | 927                     | 29                  |
| 14 | Луківська сільська рада           | с. Лука             | с. Лука с. Монастирок с. Уніж                       | 27.7      | 9               | 1116                    | 25                  |
| 15 | Михальчівська сільська рада       | с. Михальче         | с. Михальче с. Білка                                | 16.7      | 21              | 910                     | 30                  |
| 16 | Незвиська сільська рада           | с. Незвисько        | с. Незвисько с. Воронів                             | 22.3      | 15              | 1270                    | 21                  |
| 17 | Олієво-Королівська сільська рада  | с. Олієво-Королівка | с. Олієво-Королівка с. Новоселівка с. Олієво-Корнів | 28.2      | 8               | 1792                    | 12                  |
| 18 | Острівецька сільська рада         | с. Острівець        | с. Острівець с. Рогиня                              | 18.7      | 20              | 1146                    | 24                  |
| 19 | Поточищенська сільська рада       | с. Поточище         | с. Поточище                                         | 32.75     | 5               | 1512                    | 16                  |
| 20 | Раковецька сільська рада          | с. Раковець         | с. Раковець с. Семенівка                            | 22.7      | 14              | 1552                    | 15                  |
| 21 | Рашківська сільська рада          | с. Рашків           | с. Рашків с-ще Якубівка                             | 20.5      | 18              | 1344                    | 19                  |
| 22 | Росохацька сільська рада          | с. Росохач          | с. Росохач с. Прикмище                              | 21.6      | 16              | 1764                    | 13                  |
| 23 | Семаківська сільська рада         | с. Семаківці        | с. Семаківці                                        | 16        | 23              | 1207                    | 22                  |
| 24 | Серафинецька сільська рада        | с. Серафинці        | с. Серафинці                                        | 26.1      | 11              | 2302                    | 6                   |
| 25 | Слобідська сільська рада          | с. Слобідка         | с. Слобідка                                         | 11.6      | 31              | 768                     | 31                  |
| 26 | Сороківська сільська рада         | с. Сороки           | с. Сороки                                           | 13.2      | 27              | 1027                    | 27                  |
| 27 | Стрільченська сільська рада       | с. Стрільче         | с. Стрільче с. Пробабин                             | 23.6      | 12              | 1821                    | 11                  |
| 28 | Тишківська сільська рада          | с. Тишківці         | с. Тишківці                                         | 31.7      | 6               | 1582                    | 14                  |
| 29 | Топорівська сільська рада         | с. Топорівці        | с. Топорівці                                        | 14.5      | 25              | 2018                    | 10                  |
| 30 | Торговицька сільська рада         | с. Торговиця        | с. Торговиця                                        | 20.2      | 19              | 2124                    | 9                   |
| 31 | Чернятинська сільська рада        | с. Чернятин         | с. Чернятин                                         | 26.3      | 10              | 3185                    | 3                   |
| 32 | Чортовецька сільська рада         | с. Чортовець        | с. Чортовець                                        | 47.6      | 2               | 3030                    | 4                   |
| 33 | Ясенево-Пільнівська сільська рада | с. Ясенів-Пільний   | с. Ясенів-Пільний                                   | 29.6      | 7               | 3278                    | 2                   |

* Примітки: м. — місто, смт — селище міського типу, с. — село, с-ще — селище